# Rennrodel-Weltcup 1997/98
Die Weltcupsaison 1997/98 im Rennrodeln begann am 22. November 1997 in Sigulda in Lettland und endete am 25. Januar 1998 in Winterberg. Gefahren wurden achtzehn Rennen an sechs verschiedenen Weltcupstandorten. Absoluter Saisonhöhepunkt waren die Rodelwettbewerbe bei den Olympischen Winterspielen im japanischen Nagano. Darüber hinaus fanden auch  Rennrodel-Europameisterschaften in Oberhof statt.
Gesamtweltcupsieger wurde der Italiener Armin Zöggeler und seine Landsfrau Gerda Weißensteiner. Das US-Paar Mark Grimmette und Brian Martin holte sich den Sieg bei den Doppelsitzern.
Die Saison wurde an sechs Weltcupstationen ausgetragen.

## Weltcupergebnisse
Mehrere führende Rodler aus Österreich und Deutschland nahmen nicht an den ersten Saisonrennen in Sigulda teil, weil sie die Zeit für Training auf der Olympiabahn von Nagano (Spiral) nutzten.
Der Sieg der Österreicherin Andrea Tagwerker auf der Kunsteisbahn Königssee am 29. November 1997 war über mehr als 13 Jahre der letzte Erfolg einer nicht für Deutschland startenden Rennrodlerin im Weltcup: Mit dem ersten Platz von Barbara Niedernhuber im Olympia Eiskanal Igls begann eine deutsche Siegesserie, die 105 Rennen hielt – bis zum Erfolg von Alex Gough aus Kanada beim Weltcup in Paramonowo im Februar 2011.
| Datum              | Ort        | Disziplin     | Sieger                      | Zweiter                                   | Dritter                                   |
| ------------------ | ---------- | ------------- | --------------------------- | ----------------------------------------- | ----------------------------------------- |
| 22. bis 23.11.1997 | Sigulda    | Einsitzer (F) | Cammy Myler                 | Gerda Weißensteiner                       | Sonja Wiedemann                           |
| 22. bis 23.11.1997 | Sigulda    | Einsitzer (M) | Armin Zöggeler              | Albert Demtschenko                        | Norbert Huber                             |
| 22. bis 23.11.1997 | Sigulda    | Doppel (M)    | Mark Grimmette Brian Martin | Kurt Brugger Wilfried Huber               | Chris Thorpe Gordy Sheer                  |
| 29. bis 30.11.1997 | Königssee  | Einsitzer (F) | Andrea Tagwerker            | Silke Kraushaar                           | Angelika Neuner                           |
| 29. bis 30.11.1997 | Königssee  | Einsitzer (M) | Armin Zöggeler              | Norbert Huber                             | Markus Prock                              |
| 29. bis 30.11.1997 | Königssee  | Doppel (M)    | Mark Grimmette Brian Martin | Gerhard Plankensteiner Oswald Haselrieder | Steffen Skel Steffen Wöller               |
| 05. bis 06.12.1997 | Igls       | Einsitzer (F) | Barbara Niedernhuber        | Susi Erdmann                              | Sylke Otto                                |
| 05. bis 06.12.1997 | Igls       | Einsitzer (M) | Gerhard Gleirscher          | Georg Hackl                               | Armin Zöggeler                            |
| 05. bis 06.12.1997 | Igls       | Doppel (M)    | Stefan Krauße Jan Behrendt  | Christian Niccum Matt McClain             | Kurt Brugger Wilfried Huber               |
| 20. bis 21.12.1997 | Calgary    | Einsitzer (F) | Sylke Otto                  | Silke Kraushaar                           | Barbara Niedernhuber                      |
| 20. bis 21.12.1997 | Calgary    | Einsitzer (M) | Armin Zöggeler              | Jens Müller                               | Georg Hackl                               |
| 20. bis 21.12.1997 | Calgary    | Doppel (M)    | Mark Grimmette Brian Martin | Stefan Krauße Jan Behrendt                | Gerhard Plankensteiner Oswald Haselrieder |
| 17. bis 18.01.1998 | Altenberg  | Einsitzer (F) | Silke Kraushaar             | Angelika Neuner                           | Andrea Tagwerker                          |
| 17. bis 18.01.1998 | Altenberg  | Einsitzer (M) | Markus Prock                | Jens Müller                               | Armin Zöggeler                            |
| 17. bis 18.01.1998 | Altenberg  | Doppel(M)     | Stefan Krauße Jan Behrendt  | Mark Grimmette Brian Martin               | Chris Thorpe Gordy Sheer                  |
| 24. bis 25.01.1998 | Winterberg | Einsitzer (F) | Sylke Otto                  | Silke Kraushaar                           | Barbara Niedernhuber                      |
| 24. bis 25.01.1998 | Winterberg | Einsitzer (M) | Wilfried Huber              | Norbert Huber                             | Georg Hackl                               |
| 24. bis 25.01.1998 | Winterberg | Doppel(M)     | Mark Grimmette Brian Martin | Markus Schiegl Tobias Schiegl             | Kurt Brugger Wilfried Huber               |

## Weltcupstände und erreichte Platzierungen
Die folgenden Tabellen zeigen jeweils die ersten Zehn in den jeweiligen Weltcup-Gesamtwertungen an sowie die von diesen Sportlern erreichten Platzierungen in den sechs Weltcuprennen des Winters 1997/98. Weltcuppunkte wurden nach dem folgenden Muster vergeben:
| Platzierung | 1  | 2  | 3  | 4  | 5  | 6  | 7  | 8  | 9  | 10 | 11 | 12 | 13 | 14 | 15 | 16 | 17 | 18 | 19 | 20 | 21 | 22 | 23 | 24 | 25 | 26 | 27 | 28 | 29 | 30+ |
| Punkte      | 35 | 32 | 30 | 28 | 26 | 25 | 24 | 23 | 22 | 21 | 20 | 19 | 18 | 17 | 16 | 15 | 14 | 13 | 12 | 11 | 10 | 9  | 8  | 7  | 6  | 5  | 4  | 3  | 2  | 1   |

### Endstand im Einsitzer der Frauen
| Rang | Name                       | Land               | SIG | KÖN | IGL | CAL | ALT | WIN | Punkte |
| ---- | -------------------------- | ------------------ | --- | --- | --- | --- | --- | --- | ------ |
| 01.  | Gerda Weißensteiner        | Italien            | 2   | 4   | 8   | 7   | 5   | 5   | 159    |
| 02.  | Silke Kraushaar            | Deutschland        | –   | 2   | 6   | 2   | 1   | 2   | 156    |
| 03.  | Cammy Myler                | Vereinigte Staaten | 1   | 9   | 9   | 9   | 11  | 7   | 145    |
| 04.  | Barbara Niedernhuber       | Deutschland        | –   | 6   | 1   | 3   | 7   | 3   | 144    |
| 05.  | Angelika Neuner            | Österreich         | –   | 3   | 4   | 4   | 2   | 6   | 143    |
| 06.  | Andrea Tagwerker           | Österreich         | –   | 1   | 7   | 6   | 3   | 8   | 137    |
| 07.  | Natalie Obkircher          | Italien            | 5   | 5   | 5   | 8   | 12  | 16  | 135    |
| 07.  | Susi Erdmann               | Deutschland        | –   | 7   | 2   | 5   | 6   | 4   | 135    |
| 09.  | Sylke Otto                 | Deutschland        | –   | –   | 3   | 1   | 4   | 1   | 128    |
| 10.  | Bethany Calcaterra-McMahon | Vereinigte Staaten | 7   | 19  | 17  | 11  | 9   | 14  | 109    |

### Endstand im Einsitzer der Männer
| Rang | Name               | Land               | SIG | KÖN | IGL | CAL | ALT | WIN | Punkte |
| ---- | ------------------ | ------------------ | --- | --- | --- | --- | --- | --- | ------ |
| 01.  | Armin Zöggeler     | Italien            | 1   | 1   | 3   | 1   | 3   | 4   | 193    |
| 02.  | Norbert Huber      | Italien            | 3   | 2   | 5   | 4   | 5   | 2   | 174    |
| 03.  | Gerhard Gleirscher | Österreich         | 5   | 14  | 1   | 5   | 6   | 10  | 150    |
| 04.  | Georg Hackl        | Deutschland        | –   | 6   | 2   | 3   | 4   | 3   | 145    |
| 05.  | Wilfried Huber     | Italien            | 11  | 7   | 11  | 10  | 10  | 1   | 141    |
| 06.  | Markus Prock       | Österreich         | –   | 3   | 6   | 6   | 1   | 7   | 139    |
| 07.  | Jens Müller        | Deutschland        | –   | 8   | 10  | 2   | 2   | 5   | 134    |
| 08.  | Markus Kleinheinz  | Österreich         | 4   | 11  | 14  | 9   | 8   | 14  | 127    |
| 09.  | Wendel Suckow      | Vereinigte Staaten | 12  | 16  | 4   | 7   | 14  | 8   | 126    |
| 10.  | Albert Demtschenko | Russland           | 2   | 5   | 8   | 11  | 30+ | 12  | 121    |

### Endstand im Doppelsitzer
| Rang | Name                                      | Land               | SIG | KÖN | IGL | CAL | ALT | WIN | Punkte |
| ---- | ----------------------------------------- | ------------------ | --- | --- | --- | --- | --- | --- | ------ |
| 01.  | Mark Grimmette Brian Martin               | Vereinigte Staaten | 1   | 1   | 7   | 1   | 2   | 1   | 196    |
| 02.  | Kurt Brugger Wilfried Huber               | Italien            | 2   | 7   | 3   | 10  | 5   | 3   | 163    |
| 03.  | Gerhard Plankensteiner Oswald Haselrieder | Italien            | 5   | 2   | 4   | 3   | 14  | 4   | 161    |
| 04.  | Chris Thorpe Gordy Sheer                  | Vereinigte Staaten | 3   | 5   | 6   | 9   | 3   | 6   | 158    |
| 05.  | Steffen Skel Steffen Wöller               | Deutschland        | –   | 3   | 4   | 4   | 6   | 5   | 137    |
| 06.  | Danil Tschaban Wiktor Kneib               | Russland           | 6   | 11  | 10  | 11  | 7   | 8   | 133    |
| 07.  | Markus Schiegl Tobias Schiegl             | Österreich         | –   | 4   | 11  | 7   | 4   | 2   | 132    |
| 08.  | Oleg Awdejew Danylo Pantschenko           | Ukraine            | 7   | 10  | 9   | 13  | 10  | 14  | 123    |
| 09.  | Anders Söderberg Bengt Walden             | Schweden           | 11  | 9   | 16  | 12  | 12  | 7   | 119    |
| 10.  | Ihor Urbanskyj Andrij Muchin              | Ukraine            | 8   | 17  | 20  | 8   | 11  | 17  | 105    |

Das deutsche Duo Stefan Krauße und Jan Behrendt nahm nur an drei Wettkämpfen teil und belegte mit zwei Siegen und einem zweiten Platz – somit 102 Punkten – die elfte Position in der Gesamtwertung.